# Saint-Ambroise (Italie)
Pour les articles homonymes, voir Saint-Ambroise et Sant'Ambrogio.
Saint-Ambroise (en italien, Sant'Ambrogio di Torino) est une commune dans le val de Suse de la ville métropolitaine de Turin, dans le Piémont, en Italie.

## Géographie

### Territoire

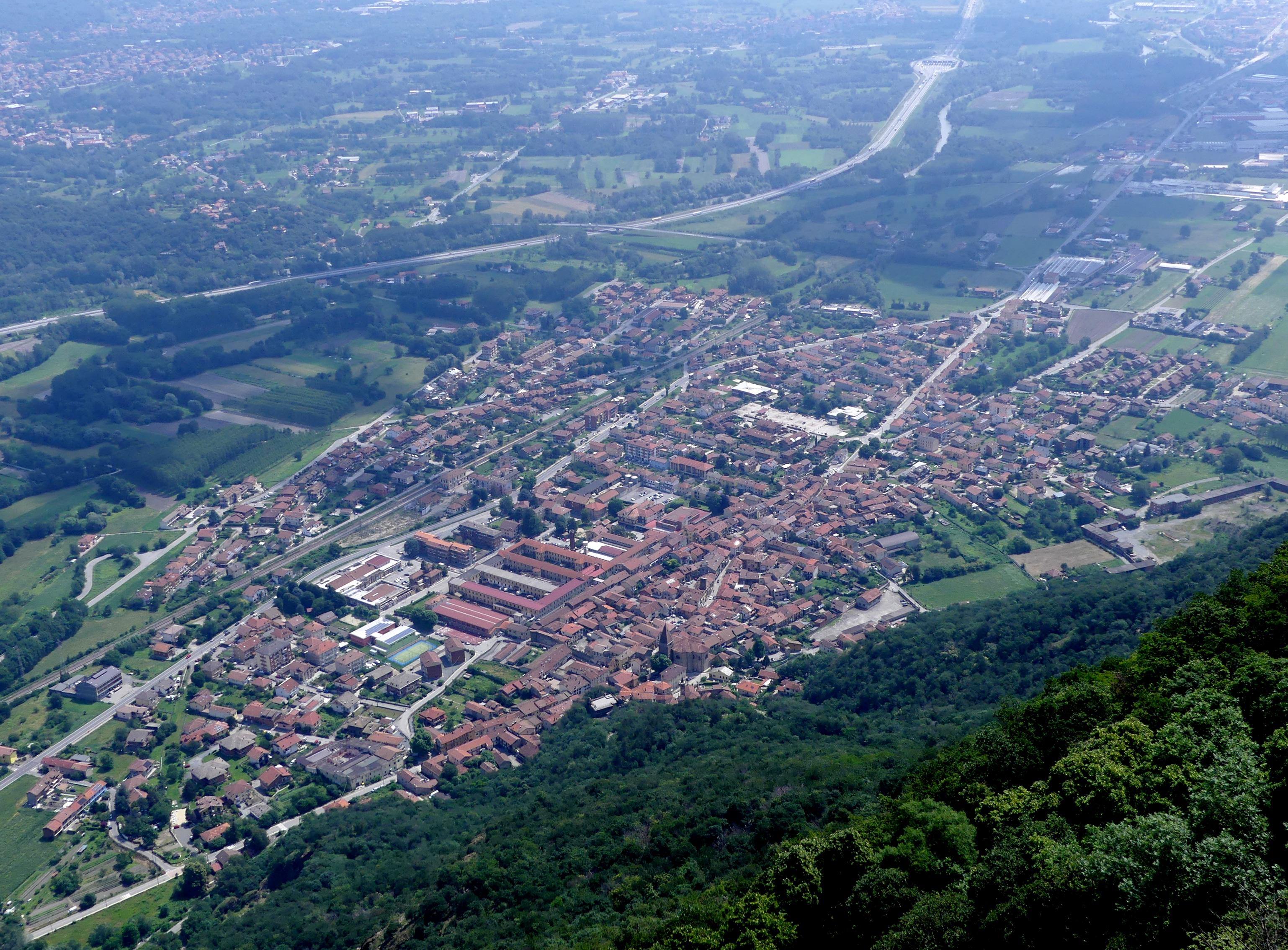
La ville depuis l'abbaye Saint-Michel.

La zone urbaine Saint-Ambroise est située dans la basse vallée de Suse, sur la rive droite de la Doire Ripaire et au pied du mont Pirchiriano.
En plus de la ville centrale, sont dans la région deux fractions principales : San Pietro et Bertassi 5 et d'autres établissements décentralisés : Cascina Bertini, Cascina Dosio, Cascina Gariglio, Cascina Pogolotti, Cascina Verdina.
L'hydrographie du territoire est caractérisée par la présence de la Doire Ripaire. Le réseau d'eau est complété par plusieurs petits cours d'eau comme le Rio San Michele (de San Pietro à Saint-Ambroise), le Rio Fico, le Bealera Rivoli (canal créé en 1310), le canal Cantarana, construit au XIVe siècle et anciennement connu sous le canal du Adelaide Marchesa et le canal Naviglio.

## Culture
L'abbaye Saint-Michel-de-la-Cluse est située sur le territoire de la municipalité de Saint-Ambroise sur le mont Pirchiriano.

## Fêtes, foires
La fête patronale dédiée à saint Jean-Vincent (san Giovanni Vincenzo), fondateur de l'abbaye Saint-Michel-de-la-Cluse, est célébrée le dimanche le plus proche du 21 novembre. saint Ambroise est également co-patron de la communauté.

## Administration
| Période                                  | Période  | Identité           | Étiquette       | Qualité       |
| ---------------------------------------- | -------- | ------------------ | --------------- | ------------- |
| 1990                                     | 1995     | Luciana Borello    | Lista Civica    |               |
| 1995                                     | 2004     | Sergio Barone      | Centro-Sinistra | centre-gauche |
| 2004                                     | 2009     | Bruno Allegro      | Centro-Sinistra | centre-gauche |
| 2009                                     | 2019     | Dario Fracchia     | Lista Civica    |               |
| 2019                                     | En cours | Antonella Falchero | Lista Civica    |               |
| Les données manquantes sont à compléter. |          |                    |                 |               |

### Hameaux
San Pietro, Bertassi, Sacra di San Michele (abbaye Saint-Michel-de-la-Cluse).

### Communes limitrophes
Chiaurie, Villar-sur-Doire, L'Écluse, Veillane, Valjoie.

### Évolution démographique
Habitants recensés

## Jumelages
- Sant'Ambrogio sul Garigliano (Italie) ;
- Sant'Ambrogio di Valpolicella (Italie).

## Personnalités liées à la commune
- Renato Boccardo (1952) archevêque de Spolète-Norcia.
- Mario Borello (1893-1981).
- Rinaldo Baratta (1920-1944), héros de guerre Médaille d'argent pour la valeur militaire.
- Carlo Giorda (1946-1985), alpiniste et instructeur national de ski alpinisme, à qui via ferrata Carlo Giorda est dédié.
- Massimo Pitzianti (1963), musicien, compositeur, arrangeur et accordéoniste, joue depuis 1990 avec Paolo Conte.

## Galerie de photos

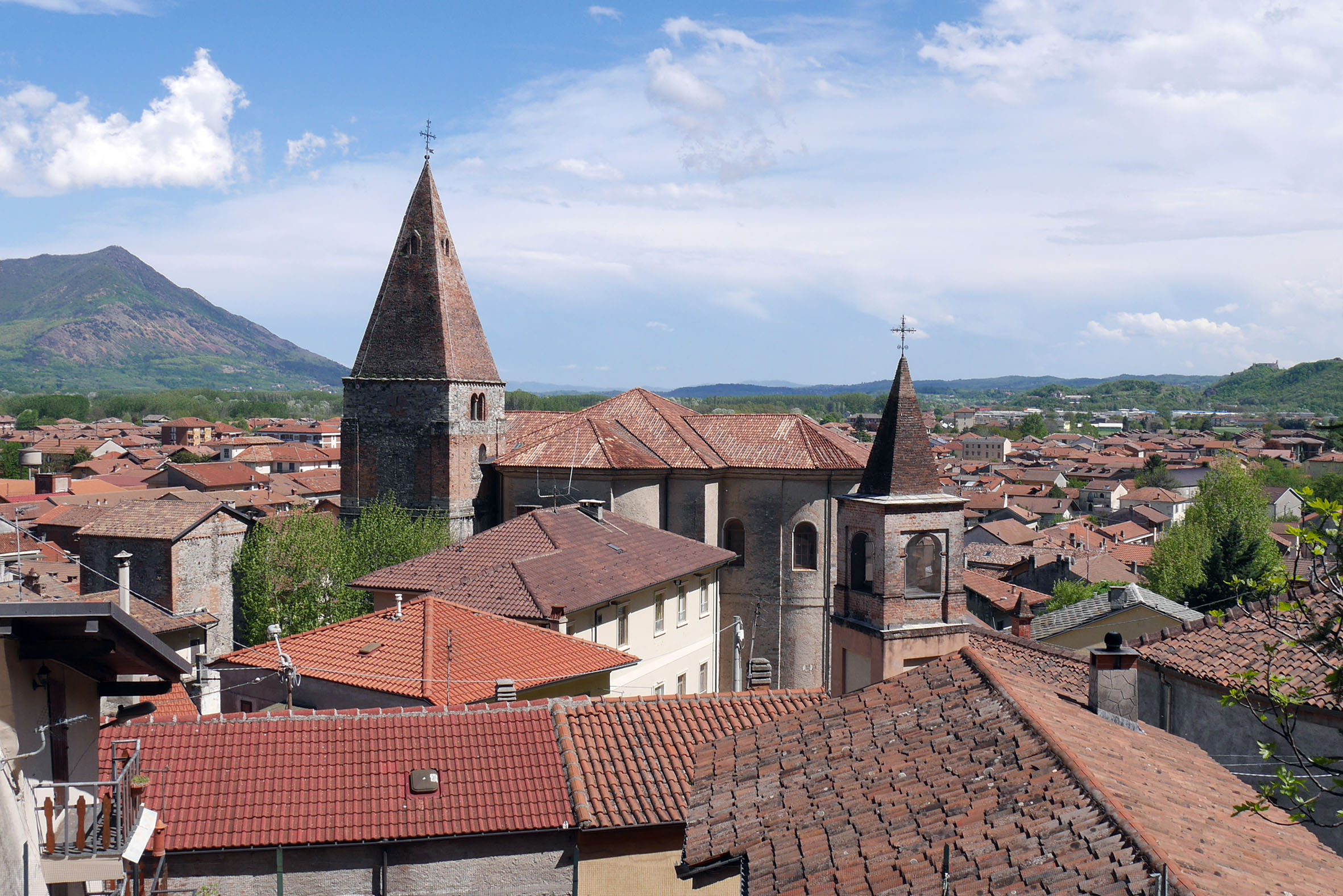
Panorama de Sant'Ambrogio di Torino.
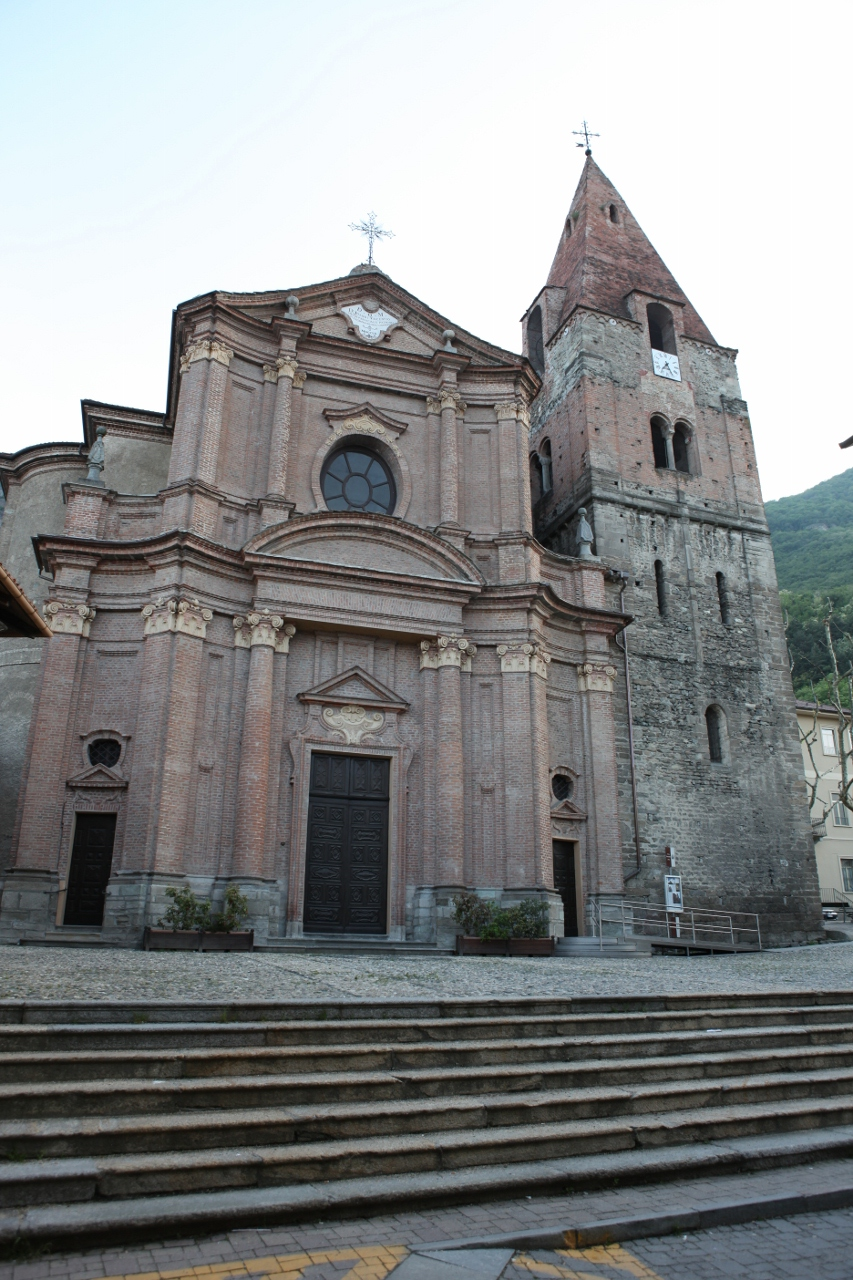
Église de San Giovanni Vincenzo.
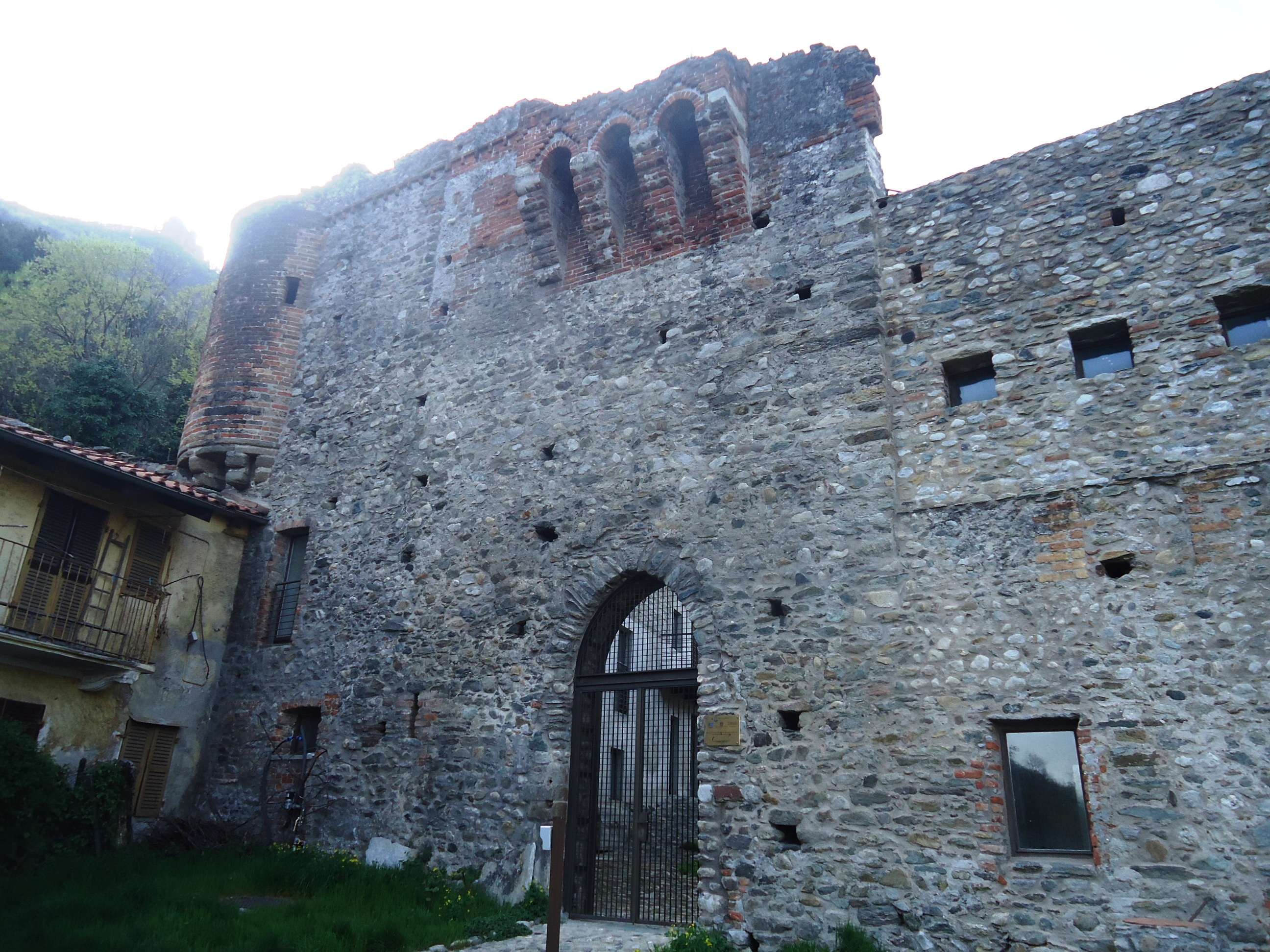
Palais des Abbés (XIIe siècle).
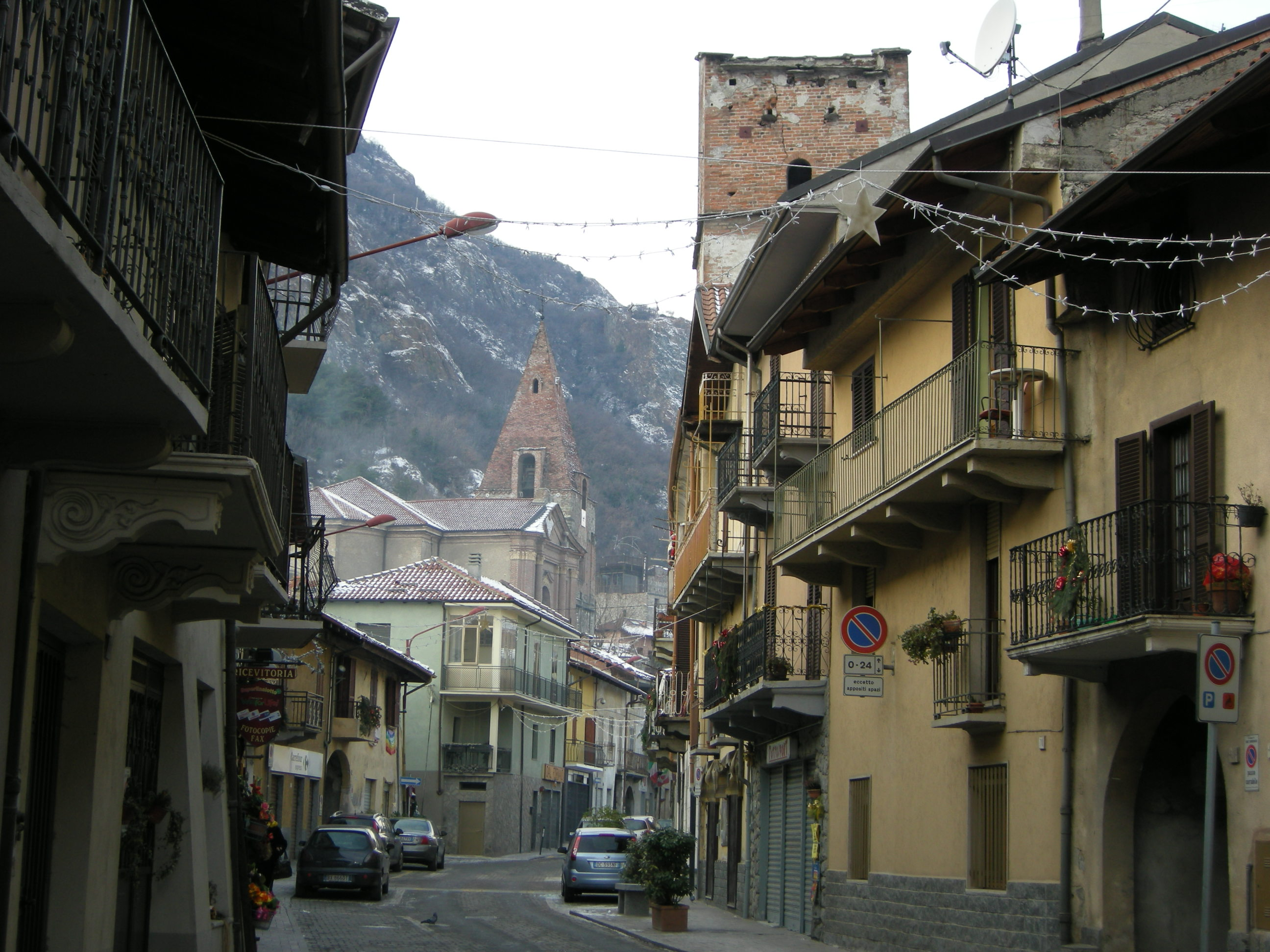
Détail du centre historique du village.
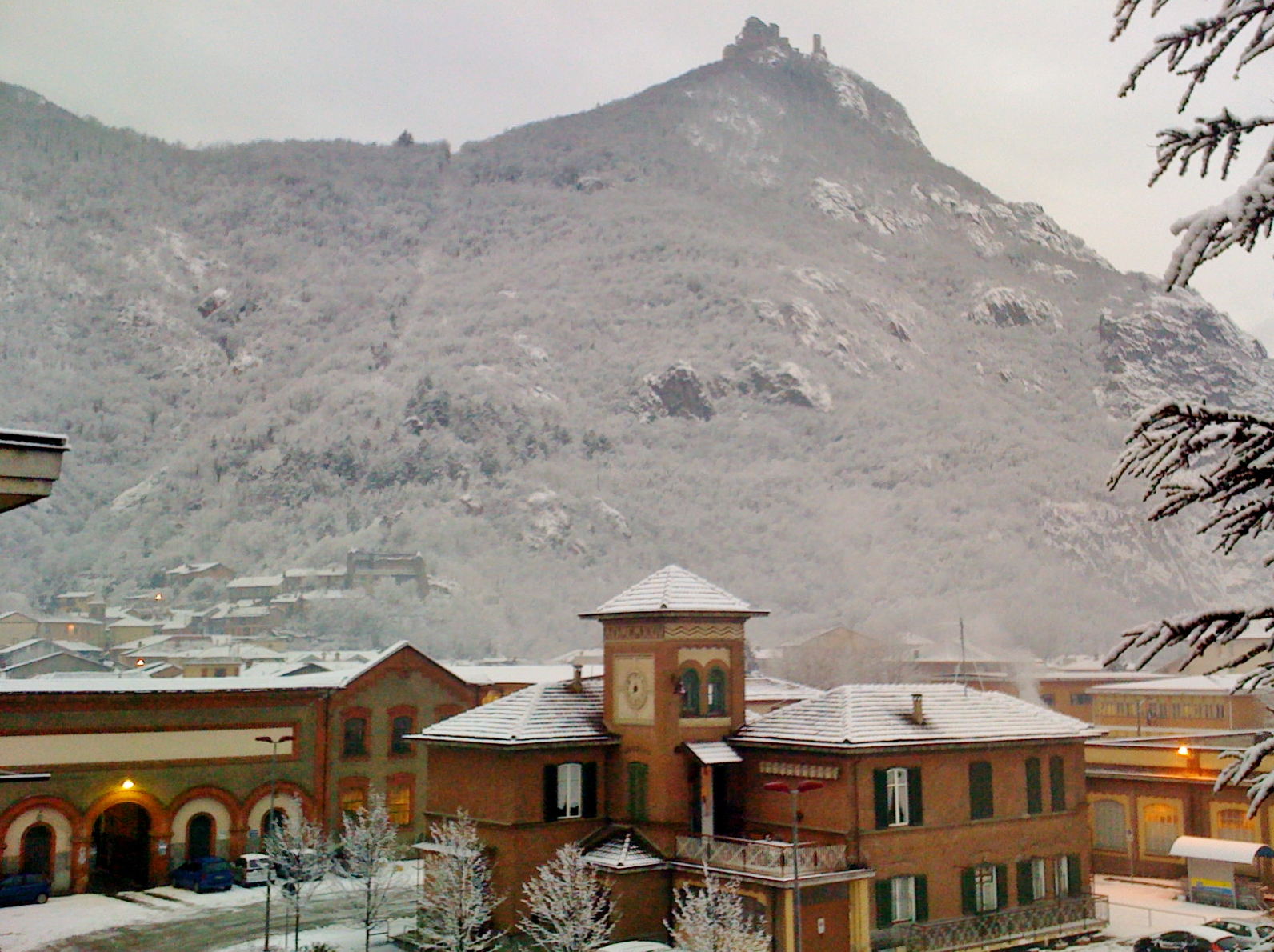
Paysage d'hiver avec l'abbaye Saint-Michel-de-la-Cluse.
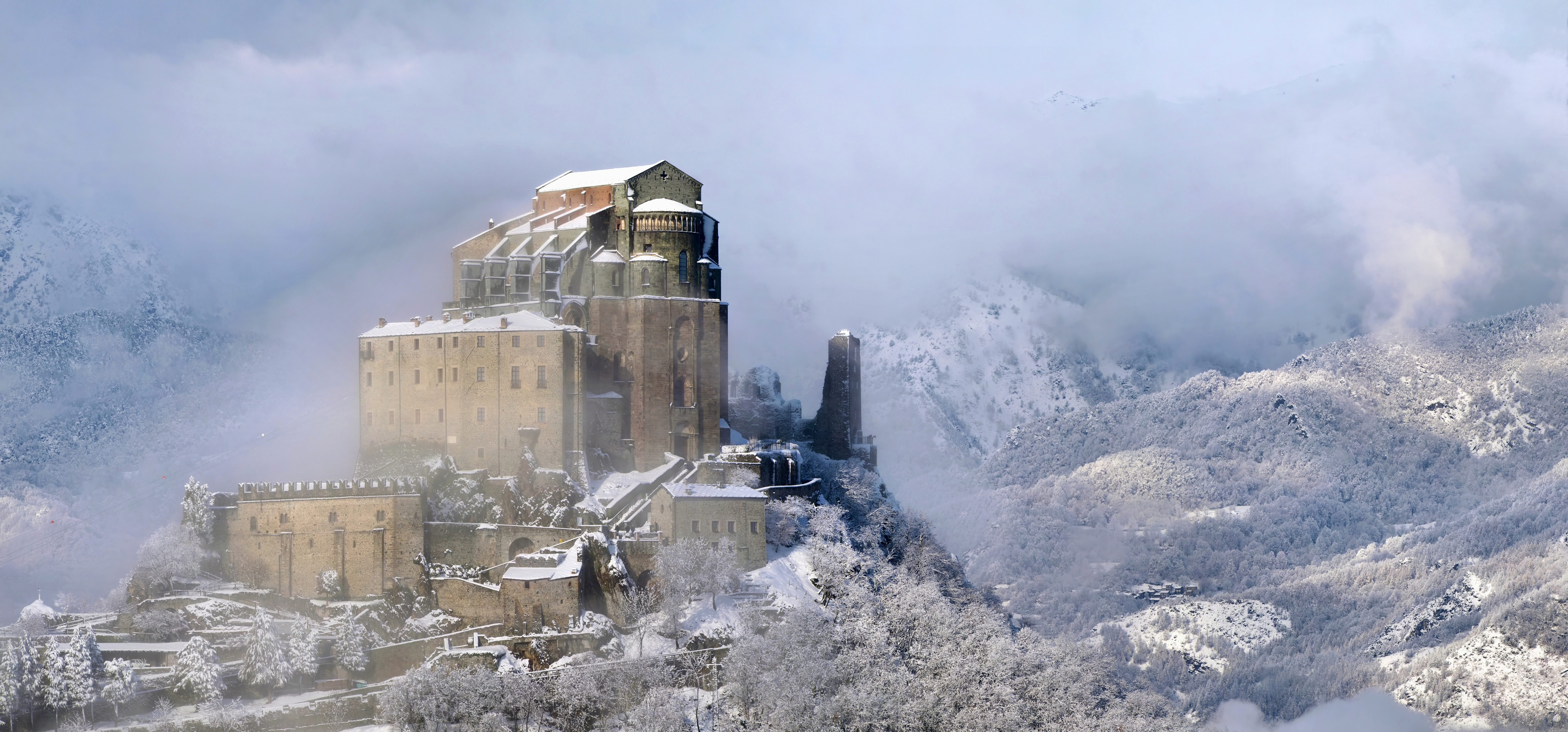
Abbaye Saint-Michel-de-la-Cluse.
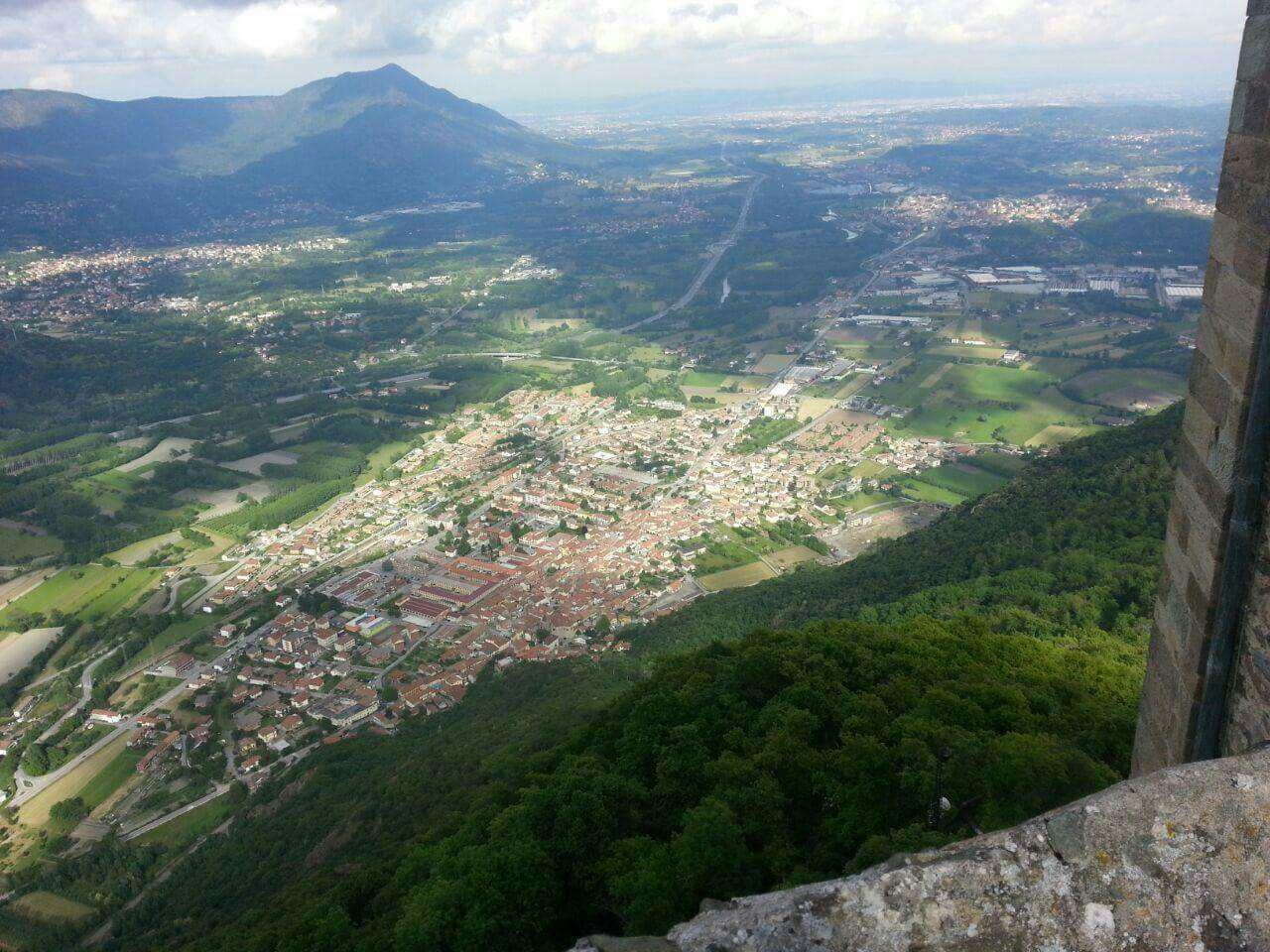
Saint-Ambroise vu de l'abbaye Saint-Michel-de-la-Cluse.